# Aladar Zahariaš
Aladar Zahariaš (Aladár Zahariás), slovenski kipar in likovni učitelj, * 22. oktober 1926, Zrenjanin, † november 2006

## Mladost
Bil je srbskega rodu. Kmalu po njegovem rojstvu pa se je družina preselila v Ljubljano.

## Študij
V Subotici je obiskoval tečaj figurativnega risanja in diplomiral na Akademiji za uporabno umetnost v Beogradu. Študiral je na ljubljanski Akademiji za likovno umetnost in sicer med letoma 1951 in 1956. Nato je v letih 1957 in 1958 opravil podiplomski specialistični študij nadaljeval pri profesorju Karlu Putrihu.

## Delo
Večina njegovega opusa iz začetnih let je nastajala v varjenem železu, nadalje pa po različnih klasičnih kiparskih zgledih kot male plastike, odprte plastike, modeliranje figur v žgani glini, terakoti, mavčnih osnutkih, v odlitkih ženskih aktov in torzev v bronu ipd. Bil je likovni pedagog na srednji šoli v Ljubljani in mentor številnim novim mlajšim kiparjem.
Poučeval je na Pedagoški akademiji v Ljubljani.
Leta 1952 je za občino Ribnica in pod pokroviteljstvom podjetja Riko Ribnica izdelal Mestni spomenik revolucije. Spomenik stoji na ploščadi v centru mesta, ideja pa je nastala ob pripravah na praznovanje 900-letnice Ribnice. Spomenik, ki je posvečen vstaji in revoluciji ter prvi ribniški partizanski četi, so odkrili 26. marca 1982.
Za občino Ljubljana je leta 1976 izdelal doprsni kip Karla Destovnika – Kajuha. Spomenik je stal na tlakovani ploščadi zahodno od OŠ Karla Destovnika - Kajuha v Štepanjskem naselju, v Jakčeva ulici 42. Februarja 2014 so ga ukradli in marca istega leta našli. Od takrat tam stoji njegova kopija.
Leta 1981 je zmodeliral kip Jurija Vege, za spomenik pred njegovo rojstno hišo v Zagorici.
Ena izmed znanih in lepših umetnin je tudi tematska skulptura z naslovom "Don Kihot, Sančo Pansa in konj Rosinant".